# Вюргер зелений

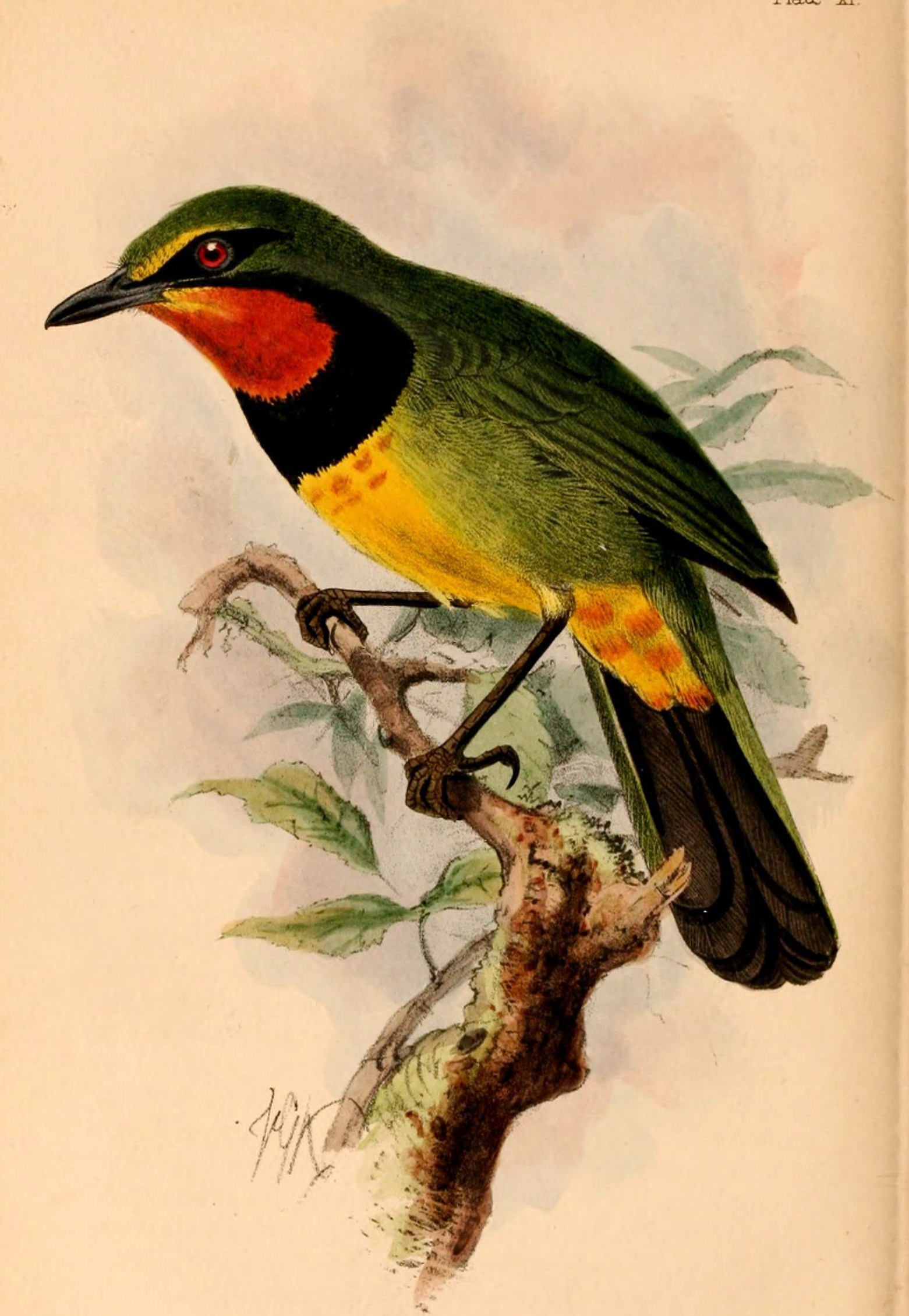
Зелений вюгер

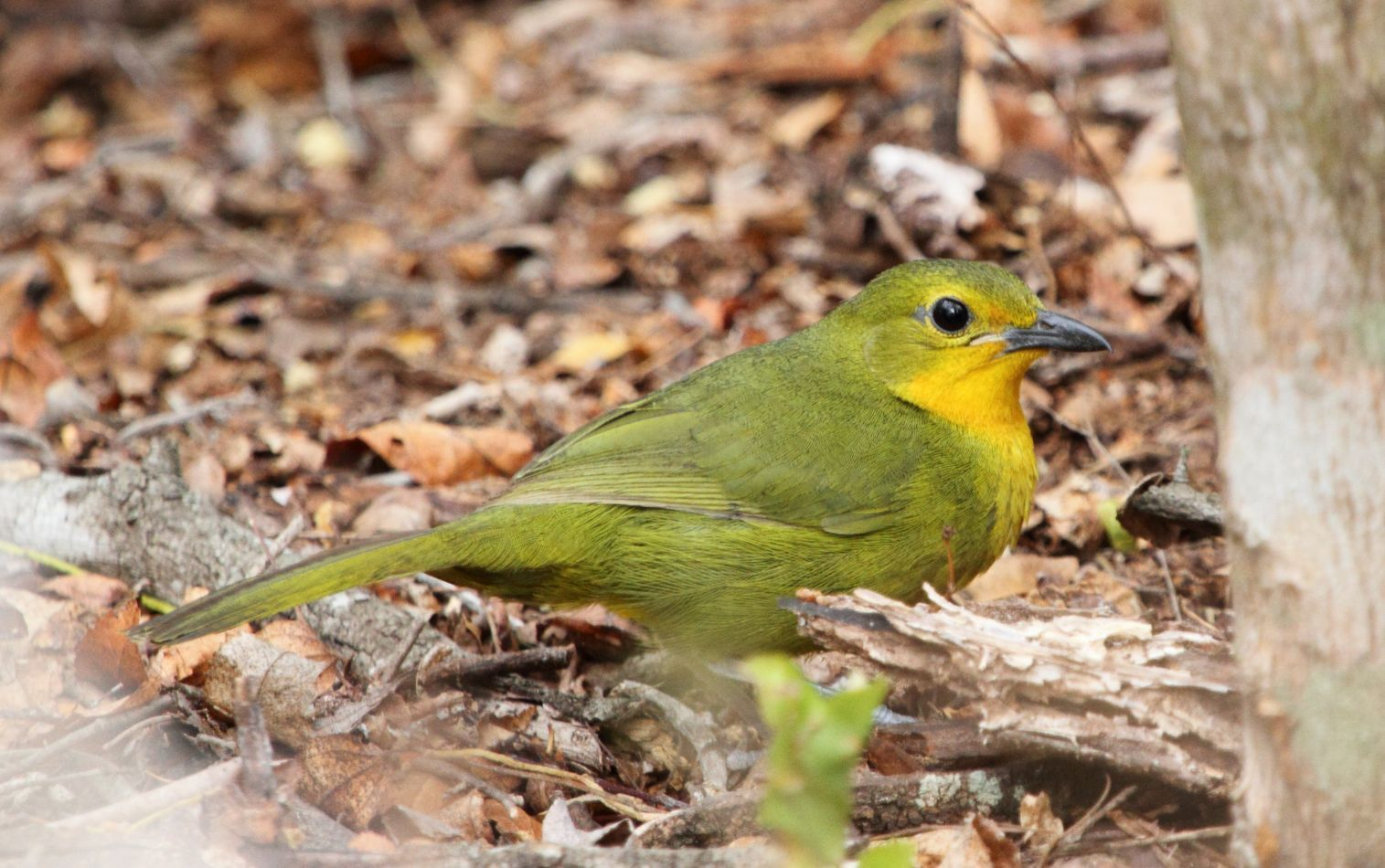
Молодий зелений вюргер (заповідник Мкхузе, Квазулу-Наталь, ПАР)

Вюргер зелений (Telophorus viridis) — вид горобцеподібних птахів родини гладіаторових (Malaconotidae). Мешкає в Африці на південь від Сахари.

## Підвиди
Виділяють чотири підвиди:
- T. v. viridis (Vieillot, 1817) — поширений від східного Габону, південного заходу Республіки Конго, заходу ДР Конго до заходу Анголи, а також від центру ДР Конго до північно-західної Замбії;
- T. v. nigricauda (Clarke, S, 1913) — поширений на південному сході Кенії та на сході Танзанії;
- T. v. quartus Clancey, 1960 — поширений на півдні Малаві, в Зімбабве та Мозамбіку;
- T. v. quadricolor (Cassin, 1851) — поширений на сході ПАР та в Есватіні.

## Поширення і екологія
Зелені вюргери мешкають окремими популяціями в Анголі, Республіці Конго, Демократичній Республіці Конго, Габоні, Кенії, Малаві, Есватіні, Південно-Африканській Республіці, Мозамбіку, Сомалі, Танзанії, Замбії та Зімбабве. Вони живуть у вологих рівнинних тропічних лісах, сухій савані, чагарникових заростях, садах і плантаціях на висоті до 600 м над рівнем моря.